# Eremocaulon asymmetricum
Eremocaulon asymmetricum är en gräsart som först beskrevs av Thomas Robert Soderstrom och Ximena Londoño, och fick sitt nu gällande namn av Ximena Londoño. Eremocaulon asymmetricum ingår i släktet Eremocaulon och familjen gräs. Inga underarter finns listade i Catalogue of Life.